# Microregione di Gramado-Canela
Gramado-Canela è una microregione del Rio Grande do Sul in Brasile, appartenente alla mesoregione Metropolitana de Porto Alegre.
È una suddivisione creata puramente per fini statistici, pertanto non è un'entità politica o amministrativa.

## Comuni
È suddivisa in 15 comuni:
- Canela
- Dois Irmãos
- Gramado
- Igrejinha
- Ivoti
- Lindolfo Collor
- Morro Reuter
- Nova Petrópolis
- Picada Café
- Presidente Lucena
- Riozinho
- Rolante
- Santa Maria do Herval
- Taquara
- Três Coroas